# Bisencya bisignata
Bisencya bisignata är en skalbaggsart som beskrevs av Blanchard 1851. Bisencya bisignata ingår i släktet Bisencya och familjen Melolonthidae. Inga underarter finns listade.